# デイン・クック
デイン・クック（英: Dane Cook、本名：Dane Jeffrey Cook、1972年3月18日 - ）は、アメリカ合衆国のコメディアン、俳優。

## 来歴
マサチューセッツ州ケンブリッジで生まれ、アーリントンやボストンで育つ。両親はアイルランドの家系。
1990年にスタンダップ・コメディアンとしてキャリアを始め、1997年に『レイト・ショー・ウィズ・デイヴィッド・レターマン』でテレビに初出演する。以後、人気コメディアンとして地位を確立する。
映画には1990年代後半から出演しており、2006年公開の『Employee of the Month』で初主演を果たす。2007年公開の『Mr.ブルックス 完璧なる殺人』ではケヴィン・コスナーやデミ・ムーアと、『噂のアゲメンに恋をした!』ではジェシカ・アルバと共演した。
これまで4枚のCDを発売しており、『Retaliation』は45万枚を越えるセールスを記録している。

## 主な出演作品
- サイモン・セズ Simon Sez (1999)　日本未公開
- ミステリー・メン Mystery Men (1999)　日本未公開
- レジェンド 三蔵法師の秘宝 The Touch (2002)
- エクスタシー London (2005)　日本未公開
- 童貞ペンギン Farce of the Penguins (2006)
- めざせ!スーパーの星 Employee of the Month (2006)　日本未公開
- Mr.ブルックス 完璧なる殺人鬼 Mr. Brooks (2007)
- 噂のアゲメンに恋をした! Good Luck Chuck (2007)
- 40オトコの恋愛事情 Dan in Real Life (2007)　日本未公開
- 2日間で上手に彼女にナル方法 My Best Friend's Girl  (2008)　日本未公開
- ブラッディ・スクール Detention (2011)
- ガンズ・アンド・ギャンブラー Guns, Girls and Gambling (2012)　日本未公開
- プレーンズ Planes (2013) 声の出演
- アメリカン・ゴッズ American Gods (2017)

## ディスコグラフィー

### アルバム
- Harmful If Swallowed (2003)
- Retaliation (2005)
- Rough around the Edges: Live from Madison Square Garden (2007)
- Vicious Circle (2008)

### DVD
- 8 Guys (2003)
- Vicious Circle (2006)
- Dane Cook's Tourgasm (2006)
- The Lost Pilots (2007)